# Атирауська ТЕЦ
Атирауська ТЕЦ — теплова електростанція на заході Казахстану. Первісно була відома як Гур'євська ТЕЦ.
В 1962—1963 роках на майданчику ТЕЦ ввели в дію два парові котли виробництва Барнаульського котельного заводу типу БКЗ-120-100ГМ продуктивністю по 120 тонн пари на годину та дві парові турбіни Калузького турбінного заводу типу ПТ-12-90 потужністю по 12 МВт (станційні номери 1 та 2).
З 1966 по 1970 роки ввели в дію ще п'ять парових котлів Барнаульського котельного заводу типу БКЗ-160-100ГМ продуктивністю по 160 тонн пари на годину та три парові турбіни — дві Калузького турбінного заводу типу ПТ-25-90/10 потужністю по 25 МВт (станційні номери 3 та 4) та одну від Ленінградського металічного заводу типу ПТ-60-90/13 потужністю 60 МВт (станційний номер 5).
В 1974 та 1976 роках стали до ладу дві турбіни від Ленінградського металічного заводу — одна типу ПТ-60-90/13 потужністю 60 МВт (станційний номер 6) та одна типу Т-45/53-90 потужністю 45 МВт (станційний номер 7). При цьому котельне господарство в 1976-му доповнили одним котлом від Таганрозького котельного заводу типу ТГМЕ-151-220Е продуктивністю 220 тонн пари на годину. Таким чином, загальна електрична потужність станції досягнула 215 МВт.
В 1980 та 1986 роках котельне господарство підсилили ще двома котлами — одним від Таганрозького котельного заводу типу ТГМЕ-151-220Е продуктивністю 220 тонн пари на годину та одним від Барнаульського котельного заводу типу БКЗ-160-100 продуктивністю 160 тон пари на годину.
Станом на другу половину 1990-х турбіни № 1 та № 2 були виведені з експлуатації, проте залишились на ТЕЦ.
У 2010—2011 роках ввели в дію нову чергу, яка мала три котли від Таганрозького котельного заводу типу Е-220/100 ГМ продуктивністю по 220 тон пари на годину та чотири парові турбіни Калузького турбінного заводу типу ПТ-25-90/10М (ПТ-25/30-8,8/1,0-1) потужністю по 25 МВт (станційні номери 8 — 11).
У 2014-му стали до ладу ще один котел Таганрозького котельного заводу типу Е-220/100 ГМ продуктивністю по 220 тонн пари на годину та одна парова турбіна Калузького турбінного заводу типу К-100/90 потужністю 100 МВт (станційний номер 12). Крім того, в 2014-му відновили турбіни 1 та 2, які зберегли первісну потужність, але отримали позначення ПТ-12-35.
У 2019 році майданчик вперше отримав встановлену на роботу у відкритому циклі газову турбіну General Electic CPA/EB/3017 потужністю 60 МВт.
В 2022-му стала до ладу парова турбіна Ленінградського металічного заводу типу ПТ-65-90/13 потужністю 65 МВт (станційний номер 13). Таким чином, ТЕЦ отримала 14 парових котлів, 13 парових та одну газову турбіни, які разом забезпечують електричну потужність на рівні 564 МВт та теплову потужність у 855 Гкал/год.
Первісно станція була розрахована на споживання мазуту (можливо відзначити, що в Атирау працює нафтопереробний завод), а в 1993-му була переведена на природний газ, який надходить до міста по трубопроводу Макат – Атирау.
Видалення продуктів згоряння відбувається через кілька димарів, зокрема, один з них має висоту 180 метрів.
Забір води для технологічних потреб відбувається із річки Жайик (Урал).
Видача продукції відбувається по ЛЕП, що працюють під напругою 220 кВ.